# 朱知𢏅
寧河恭懿王朱知𢏅（16世纪—1592年），一作朱知㶮，宁河荣庄王朱表楠嫡长子，曾代管晋王府。

## 生平
嘉靖四十一年（1562年）封长子。隆庆六年（1572年），朱表楠薨。万历二年（1574年）十二月，朱知𢏅袭封，夫人李氏进封王妃。三年（1575年）四月，明神宗遣武靖伯赵光远等为正使、修撰朱赓等为副使持节册封。
因晋王朱敏淳年幼，朱知𢏅代管晋王府事。万历十一年（1583年）九月，户部称晋府庄田近因本部题行、有司徵收，朱知𢏅想请求按德、楚二王府例自行管业，请神宗圣裁。神宗下旨庄田由晋府自行收管。
万历十三年（1585年）九月，礼部商议令朱知𢏅不受往来之限，辅佐府事三年，除了钱谷，都可以过问，神宗同意。十七年（1589年）四月，期满还政晋王，神宗褒奖。
万历二十年（1592年），朱知𢏅去世。二十二年（1594年）二月，赐谥号恭懿。二十四年（1596年）五月，庶长子朱新睚袭封。